# Vreta klosters landskommun
Vreta klosters landskommun var en tidigare kommun i Östergötlands län.

## Administrativ historik
Den 1 januari 1863, när kommunalförordningarna började tillämpas, skapades över hela riket cirka 2 500 kommuner, varav 89 städer, 8 köpingar och resten landskommuner. Då inrättades i Vreta klosters socken i Gullbergs härad i Östergötland denna kommun.
År 1952 genomfördes den första av 1900-talets två genomgripande kommunreformer i Sverige. Då bildade Vreta kloster "storkommun" genom sammanläggning med de tidigare kommunerna Flistad, Ljung och Stjärnorp med Ljungsbro som kommunhuvudort.
Kommunen upphörde år 1971 för att ingå i Linköpings kommun.

### Kyrklig tillhörighet
I kyrkligt hänseende tillhörde kommunen Vreta klosters församling. Den 1 januari 1952 tillkom församlingarna Flistads församling, Ljung och Stjärnorp.

## Geografi
Vreta klosters landskommun omfattade den 1 januari 1952 en areal av 314,37 km², varav 269,93 km² land.

### Tätorter i kommunen 1960
| Tätort        | Folkmängd |
| ------------- | --------- |
| Ljungsbro     | 2 541     |
| Bergs slussar | 900       |

Tätortsgraden i kommunen var den 1 november 1960 53,7 procent.

## Politik

### Mandatfördelning i valen 1938–1966
|  | 18 | 3 | 3 |

| 23 |

|  | 17 | 7 |

| 23 |

| 3 | 15 | 7 |

| 24 |

|  | 24 | 8 | 4 | 3 |

| 39 |

| 2 | 22 | 7 | 5 | 4 |

| 38 |

| 2 | 21 | 8 | 3 | 6 |

| 35 |

| 2 | 23 | 7 | 4 | 4 |

| 36 |

| 2 | 20 | 7 | 5 |  | 5 |

| 34 | 6 |